# Ben Sahar
Ben Sahar (în ebraică: בן סהר; n. 10 august 1989, Holon, Israel) este un fotbalist israelian cu contract la Chelsea, în prezent împrumutat de De Graafschap. Este de origine polonezo-evreiască și deține pașaport polonez.
Sahar este cunoscut ca unul dintre cele mai strălucite talente isareliene, conform celor de la Chelsea. El a atras prima oară ochiul celor de la Chelsea la un meci de Under 16 împotriva Irlandei, în 2004 și de atunci joacă pentru echipa națională israeliană Under 21 și echipa națională de seniori. Înainte de transferul la Chelsea, Sahar a fost la Hapoel Tel Aviv, și deși a fost promovat la prima echipă de managerul Itzhak Shum, Sahar nu a jucat în vreun meci datorită finalizării transferului său înainte de începutul sezonului 2006/07.
Fostul mentor al lui Sahar de la Hapoel, antrenorul echipei de tineret Eyal Hayit, a lăudat potențialul său de a marca și capacitatea sa tehnică: "El este potrivit pentru Europa, pentru că el știe să își atingă obiectivele trasate de el însuși și este un jucător extrem de talentat, este rapid și are abilități fizice fantastice; el marchează 30-40 de goluri pe sezon și abilitățile sale cu mingea sunt ceva ce nu vezi în fiecare zi. "
Înainte de a veni la Chelsea, a primit cetățenia poloneză (mama lui, Batya este de origine polonezo-evreiască), care îi acordă automat dreptul de a juca în Marea Britanie, deoarece Polonia este un stat membru al UE.